# Ульдючинский хурул
Ульдючи́нский хуру́л — буддийский храм (хурул), находящийся в посёлке Ульдючины Приютненского района республики Калмыкия.

## История
Во вт. пол. XIX — нач. XX веков «Ульдючиновским» считался хурул Доджуд Рацан, в который за исполнением обрядов обращались калмыки родов Шантаева, Балзанова, Сермыкова, Сумьянова, а также бага бурулы и джеджикины.
Современный Ульдючинский хурул был основан по инициативе жителей посёлка Ульдючины. Спонсорами строительства стали жители посёлка, Президент Калмыкии Кирсан Илюмжинов и общественные организации Калмыкии. Строительство хурула было начато в августе 2003 года и завершено менее чем через год. Специально для Ульдючинского хурула была доставлена статуя Будды Шакьямуни из Непала, автором которой стал тибетский мастер Чамбри-лама. Высота статуи составляет 1,2 метра, вес — 80 кг. Внутри статуи заложены тексты мантры «Ом мани падме хум», которые благословил Далай-лама XIV.
8 июня 2004 года хурул был открыт для верующих и освящён буддистскими священнослужителями элистинского хурула Золотая обитель Будды Шакьямуни во главе с Шаджин-ламой Калмыкии Тэло Тулку Ринпоче XII.

## Источник
- Джанжиев В. Д.-Г., Санджиев А. Б., Хурулы Калмыкии, изд. "НПП «Джангар», Элиста, 2007, стр. 57